# マイザーズドリーム
「マイザーズドリーム」は、伊藤かな恵の楽曲。アツミサオリが作詞、作曲を手掛けた。伊藤の11枚目のシングルとして2014年9月10日にLantisから発売された。

## 背景
本曲は、伊藤のアーティストデビュー5周年プロジェクトの第4弾シングルとして制作された。
OAD『侵略!イカ娘』のエンディング・テーマとして起用された表題曲の由来は伊藤曰く、「「なにもないところから物を出現させる」というマジックの技術の呼び名で、空中で掴んでコインを出すとからしいです。直訳すると「欲張りな夢」」とのこと。

## シングル収録内容
1. マイザーズドリーム
作詞・作曲：アツミサオリ　編曲：菊谷知樹
2. アンバランス
作詞・作曲：アキダス　編曲：福富雅之
3. マイザーズドリーム (Off Vocal)
4. アンバランス (Off Vocal)